# サーラ・ビエッレーゼ
サーラ・ビエッレーゼ（伊: Sala Biellese）は、イタリア共和国ピエモンテ州ビエッラ県にある、人口約600人の基礎自治体（コムーネ）。

## 地理

### 位置・広がり
| 隣接するコムーネは以下の通り。括弧内のTOはトリノ県所属を示す。 - キアヴェラーノ (TO) - ドナート - モングランド - トッラッツォ - ズビエーナ |